# 四指数猜想
四指数猜想是一种数学猜想，在给定指数的条件的情况下，可以保证四个指数中至少一个的超越。这个猜想尚未被证明。

## 内容
如果 x1, x2 和 y1, y2 是两对复数, 每一对在有理数域上线性独立, 那么下面四个数中至少有一个是 超越数:
{\displaystyle e^{x_{1}y_{1}},e^{x_{1}y_{2}},e^{x_{2}y_{1}},e^{x_{2}y_{2}}.}

## 弱化版本
这个命题有一些更弱的版本，比如六指数猜想，三指数猜想等，其中有一些已经被证明。

## 意义
这个猜想如果被证明，我们可以方便地判别许多数字的超越性。例如：假设
{\displaystyle x_{1}=1,x_{2}={\sqrt {2}},y_{1}=i\pi ,y_{2}=i\pi {\sqrt {2}}}
那么代入该猜想，可以轻易得知{\displaystyle e^{i\pi {\sqrt {2}}}} 是超越数。